# Mazurowice
Mazurowice – wieś w Polsce położona w województwie dolnośląskim, w powiecie średzkim, w gminie Malczyce.
Przez miejscowość przebiega droga krajowa DK94.

## Podział administracyjny
W latach 1975–1998 miejscowość administracyjnie należała do województwa wrocławskiego.

## Krótki opis
W miejscowości znajduje się świetlica Gminnego Ośrodka Kultury, małe boisko przystanek autobusowy i plac zabaw.

## Etymologia nazwy
Historyczne nazwy miejscowości:
- 1936 – Maserwitz
- 1946 – Mazurowice

Nazwa wywodzi się od imienia Masor.

## Historia
Brak jest źródeł dotyczących założenia wsi oraz jej historii.
- 1936 – istnieje zapis o mieszkańcach, którzy zatrudniani byli przeważnie w Malczycach i w miejscowym majątku. Ostatnim właścicielem majątku sprzed II wojny światowej była spółka z Berlina, która zarządzała gospodarstwem o pow. 406,95 ha. Gospodarstwo posiadało gorzelnię i olejarnię. W skład majątku wchodziły też lasy o pow. 100,88 ha, zarządzane przez inspektora leśnego i asystenta leśniczego. W gospodarstwie wyhodowano nową szlachetną rasę świń. W północnej części wsi, gdzie obecnie przebiega linia kolejowa, znajdowała się jedna z większych rozdzielni komunikacyjnych i bocznic. Stąd rozchodziły się drogi kolejowe w kierunku Wołowa przez Kawice i Lubiąż, oraz z Malczyc do Jawora przez Ruję. Na linii tej wybudowano okazały wiadukt. W okresie tym powstała również szkoła.
- 1940 – odnotowano znaczny przyrost ludności w miejscowości, spowodowany możliwością zdobycia pracy w odrzańskim porcie w Malczycach lub na kolei. Katolicy chodzili do kościoła w Malczycach, a ewangelicy do Ruska. We wsi znajdowała się również gorzelnia.
- 1986 – w okresie Polski Ludowej wieś, z 70 zagrodami, zamieszkiwało około 250 mieszkańców. Znajdowała się tu szkoła podstawowa, Klub Rolnika, PGR, sklep spożywczy, remiza strażacka i przystanek autobusowy PKS[4].